# 巴黎–魯貝

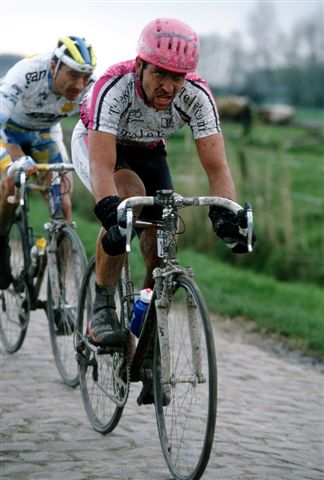
乌维·拉布 at Paris–Roubaix 1995

巴黎–魯貝 (Paris-Roubaix) 是在法國舉辦的公路單車單日賽事。首屆比賽舉辦於1896年，為著名的五大古典賽之一，也是其中一個最古老的公路車賽事，只曾於第一次及第二次世界大戰停賽過7次。

## 簡介
比賽全長大約250公里，距離遙遠而且途經顛簸的石板路，考驗著參賽車手的體能、技術和運氣，比賽途中各種摔車意外、破胎、零件故障也很常見。若比賽當日天氣不佳，更會因高速騎行令沙塵四濺，甚至出現選手們和其車輛沾滿泥濘的畫面，因此比賽也被別稱為「北方地獄」（The Hell of the North）、「古典賽之后」（Queen of the Classics）、「地獄星期天」（A Sunday in the Hell）等等。
在1985年的比賽，荷蘭籍選手迪奧德萊於比賽中摔車後失去爭勝的機會，賽後他接受媒體CBS的訪問痛批賽事惡劣的路況。但被問到日後是否願意再次參賽，他卻毫不猶豫地回答「肯定會，這是世界上最美妙的賽事。」(原文: Sure, it's the most beautiful race in the world!)。縱使比賽面對著各種惡劣的環境，但是每年也吸引了最頂尖的選手和贊助廠商前來，爭奪石板獎座的殊榮，以展示全面的騎行能力、嶄新的製造技術及其零件的可靠性。

## 歷史
現時主辦單位是法國媒體A.S.O.所舉辦，因組織同為環法單車賽主辦方，兩個比賽的路段偶爾會有所重疊。而賽段中的石板路日常維護，則由一群熱愛此賽事的支持者於1983年成立的義工組織巴黎-魯貝之友(Les Amis de Paris-Roubaix)負責。自1977年起，主辦方將冠軍獎盃設計為從石板路的挖出的石板製作而成。

## 賽段選址
由於比賽里程較其他的單日賽長，選手需要騎行大約6小時，以平均時速約每小時42公里抵達終點。而路線包含約200公里的公路，以及不止於50公里顛簸且惡名昭彰的石板路。
比賽曾經以法國首都巴黎市中心作爲起點，於1966年改為市郊尚蒂利出發。從1977年直至現今，改爲離市中心約80公里的康比涅出發，而終點則位於法國與比利時邊界的城市魯貝。比賽最後的750米，則由公路進入戶外場地單車運動場「貝魯自行車場」進行衝刺決鬥。

## 外部連結
- 官方网站
- http://www.mobile01.com/topicdetail.php?f=367&t=3295447 （页面存档备份，存于）